# سوختگی صفحه‌نمایش

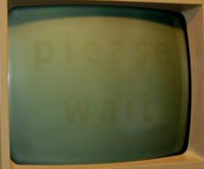
سوختگی صفحه نمایش در یک مانیتور، در صورت شدید بودن حتی در صورت روشن نبودن مانیتور هم قابل مشاهده است.

سوختگی صفحه‌نمایش (به انگلیسی: Screen burn-in) یا پیکسل سوختگی (به انگلیسی: Pixel burning) همچنین با عنوان تصویرسوختگی یا تصویر شبحی نیز شناخته می‌شود، تغییر رنگ مناطق موجود در یک نمایشگر کامپیوتری مانند لامپ اشعه کاتدی (CRT) یا یک نمایشگر رایانه یا دستگاه گیرنده تلویزیون قدیمی یا تلفن همراه، ناشی از استفاده تجمعی غیر یکنواخت از پیکسل‌ها است.
نمایشگرهای جدید کریستال مایع (LCD) ممکن است در عوض از پدیده ای به نام ماندگاری تصویر رنج ببرند که دائمی نمی‌باشد.

## دلایل سوختن صفحه

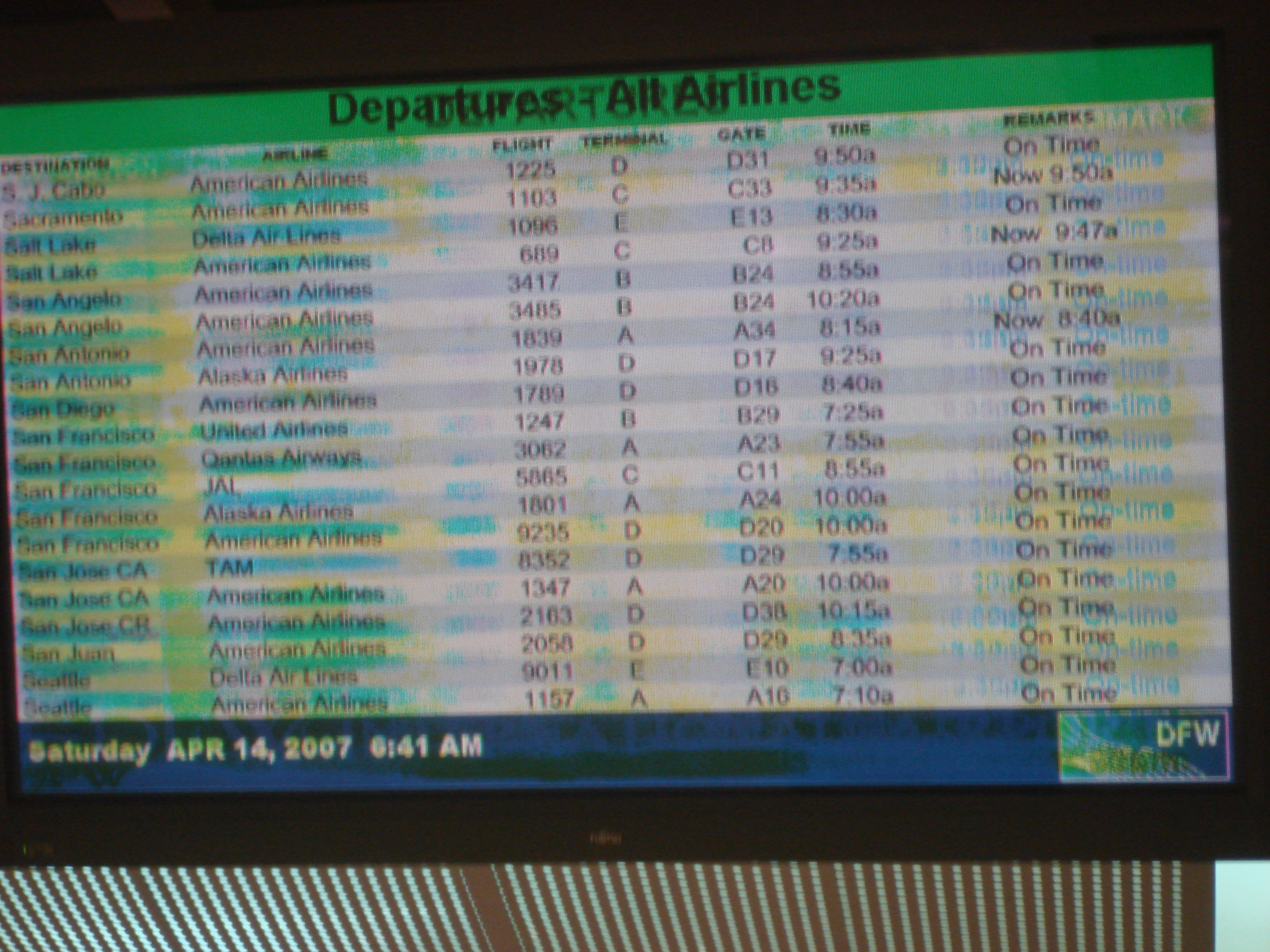
یک صفحه نمایش پلاسما دچار سوختگی شدید.فرودگاه دالاس فورت ورث.

با نمایشگرهای الکترونیکی مبتنی بر فسفر (به عنوان مثال مانیتورهای رایانه ای از نوع لامپ پرتوی کاتدی(CRT) یا نمایشگرهای پلاسما)، استفاده غیر یکنواخت از پیکسل‌ها، مانند نمایش طولانی مدت تصاویر غیر متحرک (متن یا گرافیک)، بازی یا پخش‌های خاص با تیکر و پرچم، می‌تواند از این اشیاء یک تصویر شبح مانند دائمی ایجاد کند یا کیفیت تصویر را پایین بیاورد. این به این دلیل است که ترکیبات فسفر که برای تولید تصاویر نور ساطع می‌کنند با استفاده از آنها درخشندگی خود را از دست می‌دهند. استفاده ناهموار با گذشت زمان منجر به خروجی ناهموار نور می‌شود و در موارد شدید می‌تواند تصویری شبح از محتوای قبلی ایجاد کند. حتی اگر تصاویر شبح قابل تشخیص نباشند، اثرات سوختن صفحه نمایش یک افت فوری و مداوم در کیفیت تصویر است.
مدت زمان مورد نیاز برای ایجاد سوختگی قابل ملاحظه صفحه برای ایجاد به دلیل عوامل مختلفی از کیفیت فسفرهای استفاده شده تا درجه یکنواختی استفاده از زیر پیکسل‌ها متفاوت است. فقط چند هفته طول می‌کشد تا شبح قابل توجهی شروع به کار کند، به خصوص اگر صفحه نمایش یک تصویر خاص (به عنوان مثال: یک نوار منو در بالا یا پایین صفحه) به‌طور مداوم نشان دهد، و آن را به‌طور مداوم با گذشت زمان نشان می‌دهد. در موارد نادر که مدارهای انحراف افقی یا عمودی از کار بیفتند، تمام انرژی خروجی به یک خط عمودی یا افقی روی صفحه متمرکز می‌شود که باعث سوختن صفحه تقریباً فوری می‌شود.

## لامپ پرتوی کاتدی (CRT)

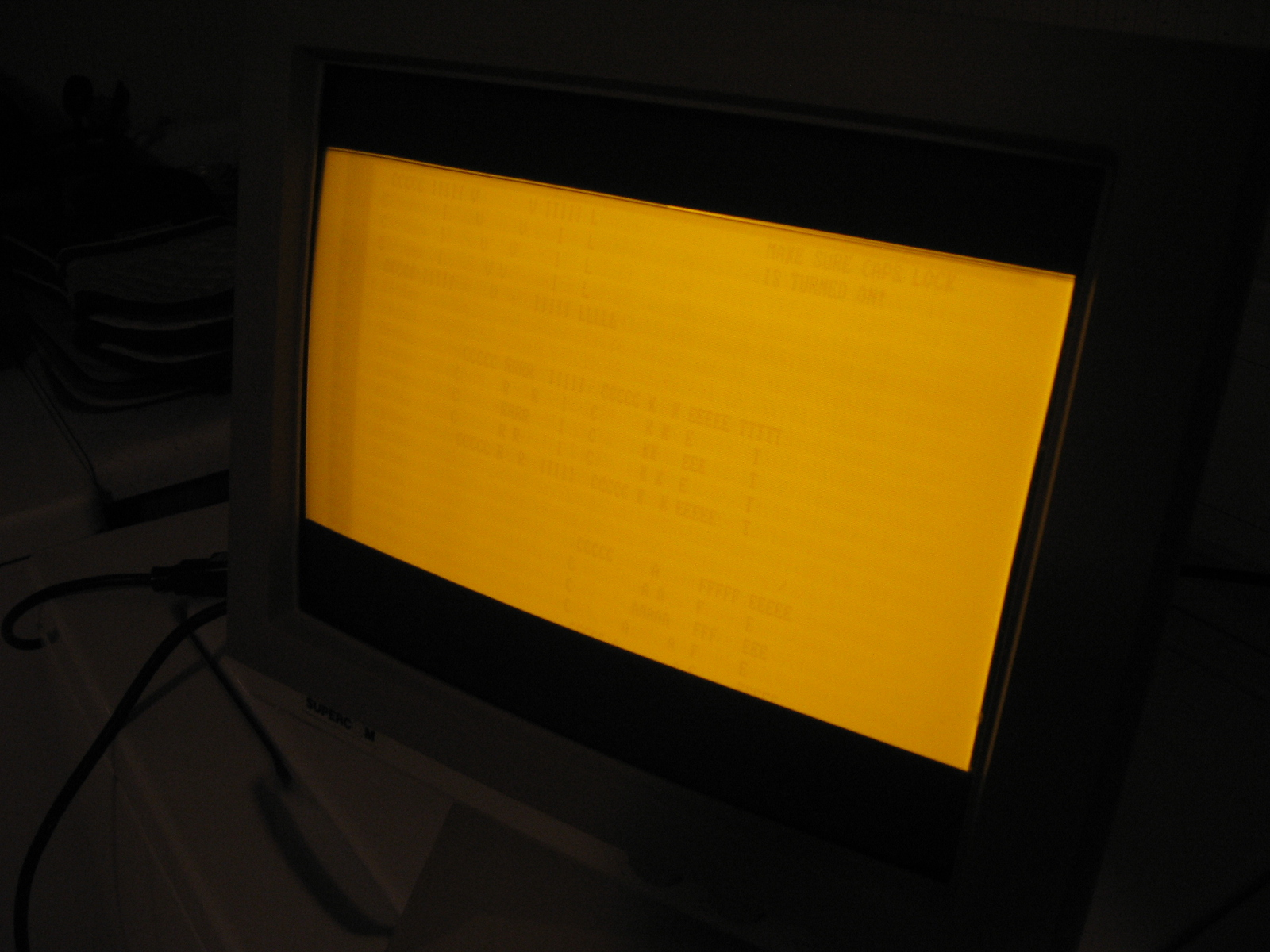
سوختن صفحه نمایش در یک کامپیوتر با نمایشگر کهربایی لامپ پرتوی کاتدی. توجه داشته باشید که دو تصویر جداگانه درحال سوختن هستند :یکی از برنامه های اسپرید‌شیت، و دیگری از صفحه خوش آمد گویی با ای‌اس‌سی‌ای‌ای-آرت.

سوختن فسفر به ویژه در صفحه‌های لامپ پرتوی کاتدی (CRT) تک رنگ، مانند نمایشگرهای مونوکروم کهربای سبز که در سیستم‌های رایانه ای قدیمی و ایستگاه‌های ترمینال دامب رایج است، شیوع دارد. این تا حدی به این دلیل است که آن صفحه‌ها بیشتر تصاویر غیر متحرک را نمایش می‌دهند و با یک شدت شدت روشن: صفحات زرد نسبت به صفحات سبز یا سفید حساسیت بیشتری دارند زیرا فسفر زرد از کارایی کمتری برخوردار است و بنابراین به جریان پرتوی بالاتری نیاز دارد. برعکس، صفحات رنگی از سه فسفر جداگانه (قرمز، سبز و آبی) استفاده می‌کنند که در شدت‌های مختلف برای دستیابی به رنگ‌های خاص با هم مخلوط شده‌اند و در الگوهای استفاده معمول مانند تماشای تلویزیون «سنتی» (استفاده از تلویزیون غیر بازی و غیر همگرا)، مرور غیر اینترنتی، پخش بدون تیکر یا پرچم، بدون جعبه نامه طولانی یا دائمی) برای عملیاتی که رنگ‌ها و قرار دادن اشیا بر روی صفحه به یکنواختی نزدیک می‌شوند، استفاده می‌شود.